# Astragalus drasianus
Astragalus drasianus là một loài thực vật có hoa trong họ Đậu. Loài này được H.J.Chowdhery, Uniyal & Balodi miêu tả khoa học đầu tiên.